# Dammen

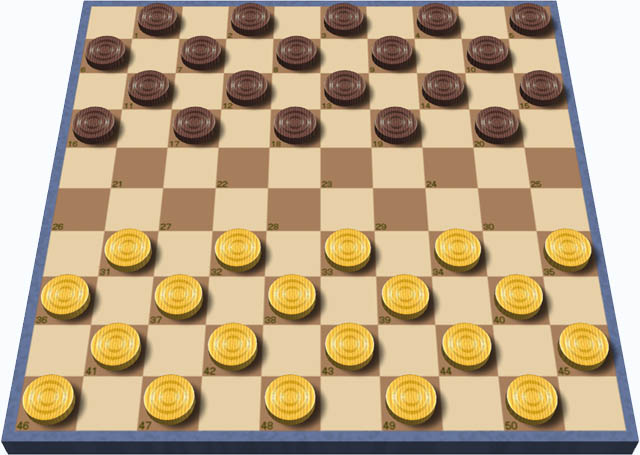
Beginopstelling damspel

Voorbeeld van zetten in het internationale damspel

Dammen is een bordspel. Het bord bestaat uit 100 vakjes, velden genaamd, in 10 rijen van 10, waarbij de velden afwisselend wit en zwart zijn. Er wordt gespeeld met ronde damschijven (meestal van hout). Voor het spel worden 20 witte en 20 zwarte damschijven gebruikt. Als oorsprong voor dammen geldt het bordspel Alquerque.

## Geschiedenis
Het oudste wat archeologen gevonden hebben – dat op dammen lijkt – is een lemen bord verdeeld in ruiten van 5000 jaar oud. Het spel werd gespeeld met kegelvormige stenen. Men is het er niet over eens of dit spel het eerste damspel genoemd mag worden.
Een theorie is dat de koningin van het Franse middeleeuwse schaakspel haar naam gaf aan het spel, namelijk “fierges”. Later werd de koningin “dame” genoemd en werd het spel “jeu de dames” genoemd. In het Nederlands werd het dammen en in het Duits “Damespiel”. Diverse deskundigen bestrijden deze theorie, o.a. omdat dit etymologisch niet klopt. Het woord dammen bestond al voordat het schaakstuk ´dame´ als zodanig werd genoemd. De laatste rij velden, de promotierij, speelt in het damspel een overheersende rol. In de ogen van de tegenspeler is dat de laatste linie of wal die een vijandelijke schijf van promotie af kan houden. De Franse spelnaam zou hiernaar genoemd zijn, dus met letterlijke betekenis ‘spel van dammen’. Blijkens de Franse literatuur van de 16e eeuw is de associatie met dame ‘dijk, wal’ volledig verloren gegaan, wat voor latere etymologen de weg vrijmaakte om (jeu des) dames terug te voeren op dame ‘schaakkoningin’, zie → dame. Temporeel is deze etymologie echter onhoudbaar, daar de schaaknaam dame pas begin 16e eeuw in gebruik begint te komen.
Het Engels dammen (checkers of draughts) ontstond in de 12e eeuw. Daarbij gebruikten ze de stenen van Backgammon, het bord met 64 velden als speelveld en de manier van lopen van het spel Alquerque, een Egyptisch spel. Het oorspronkelijke dambord heeft 64 velden (tegenwoordig ook wel het kleine bord genoemd).
Een veel gebezigd verhaal is dat in 1723 door een Pool uit Parijs het dammen op een bord van 100 velden werd bedacht. Vandaar dat deze versie ook wel Pools dammen wordt genoemd. Historisch is dit verhaal aantoonbaar onjuist. Het Westfries Museum in Hoorn heeft een honderdveldendambord dat dateert uit 1696. Tegenwoordig is de naam internationaal dammen gangbaar omdat het de hoofdvorm is die in internationaal verband wordt beoefend. Deze versie is onder meer populair in Nederland, Oost-Europa (waar ook nog wel een traditionele Russische vorm op een bord van 64 velden wordt gespeeld) en Franstalige landen in Afrika.
Nog een verhaal over de ontstaansperiode van het moderne dammen is dat Napoleon Bonaparte en zijn soldaten het een geweldig spel vonden en meenamen op hun veldtochten. Zo werd het een internationaal bekend damspel.
In Nederland wordt in wedstrijdverband de internationale of Poolse dambordvariant met 100 velden gespeeld.
Op het bord met honderd velden bestaat in Nederland ook nog het Fries dammen waarbij ook horizontaal en verticaal mag worden geslagen.
In veel landen wordt er gespeeld op het kleine bord met 64 velden; zie Varianten van het damspel.

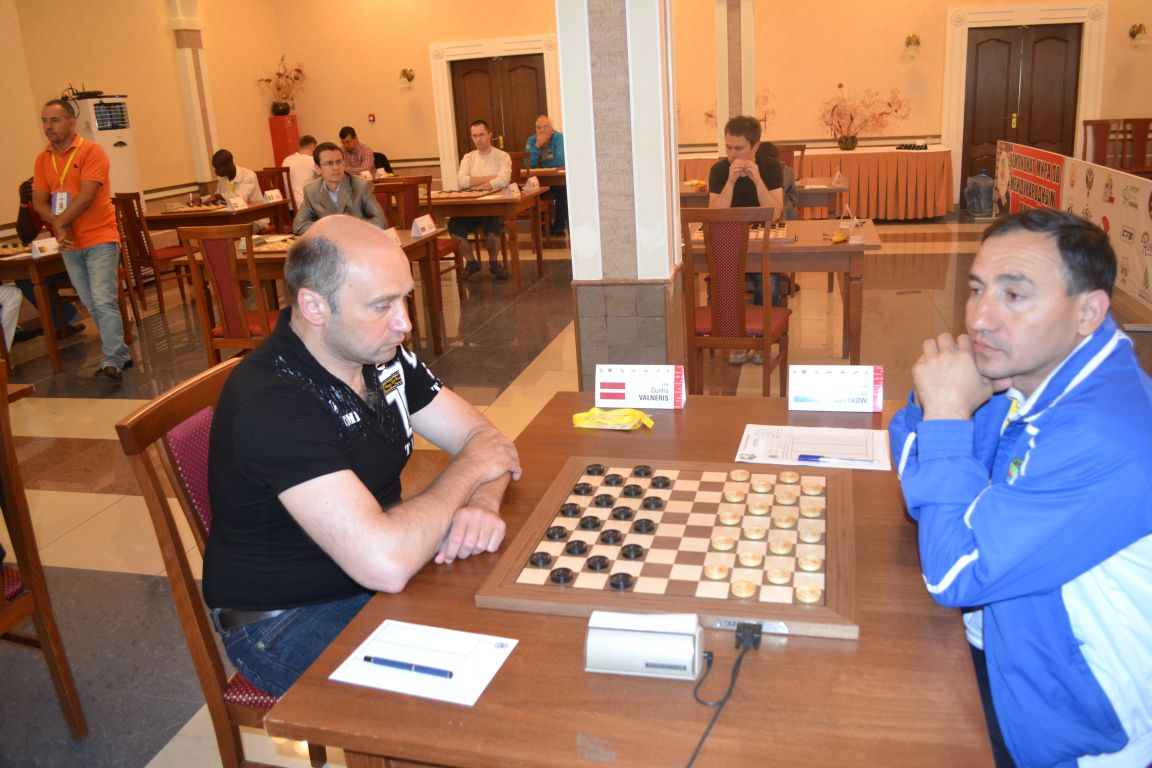
Beginsituatie voor het begin van een tweekamp

## Spelregels

### Beginsituatie
De twee spelers zitten tegenover elkaar. Het dambord ligt tussen de spelers, zodanig dat ieder van de twee spelers een donker hoekveld heeft linksonder op het dambord. De spelers hebben ieder twintig schijven. De ene speler speelt met de witte schijven, de ander met de zwarte. De witspeler en de zwartspeler verdelen hun schijven over de twintig dichtstbijzijnde zwarte velden over vier rijen. Twee rijen in het midden blijven leeg. De witspeler opent de partij.

### Zetten
De schijven mogen alleen schuin naar voren worden geschoven. Ze komen dus altijd in de rij voor de oorspronkelijke rij, en ze kunnen gedurende het gehele spel uitsluitend de zwarte velden bezetten. Daarbij mogen ze niet over andere stukken heen. Wit begint. Verder geldt dat het aanraken van een schijf (of dam) betekent dat ook daarmee gezet moet worden (zie Pièce touchée).

### Slaan
Als een witte schijf schuin voor een zwarte ligt, kan de witte schijf niet op de plaats van de zwarte komen. Als het veld achter de zwarte schijf echter leeg is, kan de witte schijf wel over de zwarte schijf heen. Dit wordt slaan genoemd, en de zwarte schijf wordt van het bord genomen. Een belangrijke regel is: slaan is verplicht.
Als men geslagen heeft, kan men in dezelfde beurt doorslaan. Voorbeeld: op een schuine lijn staan achtereenvolgens de volgende schijven: een witte schijf, een zwarte schijf, een leeg veld, een zwarte schijf en een leeg veld. De witte schijf slaat de zwarte schijf, en kan vervolgens ook de tweede zwarte schijf slaan. Men mag tussentijds ook hoeken van 90 graden maken, waarbij men dus soms achteruit gaat in plaats van vooruit. Als men meerdere schijven kan slaan, geldt: meerslag gaat voor. Men moet zo slaan dat de meeste schijven van de tegenstander van het bord gaan. De geslagen schijven mogen pas van het bord weggenomen worden na het uitvoeren van de hele slag. Bovendien geldt dat bij een slag over meerdere schijven niet 2 maal dezelfde schijf geslagen mag worden.
Als de tegenstander kan slaan, en dat over het hoofd ziet, mag de speler aan zet zelf beslissen of alsnog geslagen moet worden, of dat het spel zo verdergaat zonder het slaan. Blazen, het weghalen van de schijf waarmee geslagen had moeten worden, geldt al lang niet meer als spelregel, hoewel deze regel bij thuisdammen nog weleens gebruikt wordt.

### Dam
Als een schijf aan de basislijn van de tegenstander komt, de damlijn, kan hij niet meer vooruit. Er wordt een schijf bovenop gelegd. Vanaf nu heet deze schijf een dam. Een dam mag terug en is niet beperkt tot één veld. De dam mag over meerdere velden op een diagonale lijn gaan.
Ook bij het slaan komt de kracht van een dam naar voren. Een dam mag een losstaande schijf of dam slaan die verder op dezelfde diagonaal staat. Er mag dan zelf bepaald worden op welk veld achter het geslagen stuk de dam tot stilstand komt. Als de dam op een veld tot stilstand kan komen waar er weer verder geslagen kan worden, mag de slag in dezelfde beurt vervolgd worden. Hierdoor kan er in een beurt een groot aantal schijven geslagen worden.
Als er zowel met een schijf als met een dam geslagen kan worden mag men kiezen waarmee geslagen wordt, mits men zich houdt aan de regel ‘meerslag gaat voor’.
Voor de meerslagregel tellen geslagen schijven even zwaar als geslagen dammen.
Een speciale situatie ontstaat wanneer de schijf in een zet de damlijn bereikt, maar nog door moet slaan (achterwaarts) en de schijf aan het eind van zijn zet niet meer op de damlijn is. In deze situatie wordt de schijf geen dam.

### Einde van de partij
Het doel van het spel is om te zorgen dat de tegenstander geen reglementaire zet meer heeft.
Als iemand geen schijven meer heeft, heeft de tegenstander gewonnen. Ook als iemand niet meer kan zetten (‘vast staat’), heeft de tegenstander gewonnen.
Als er geen mogelijkheid is om te winnen (bijvoorbeeld een situatie van beiden één dam) is het remise (gelijkspel). Tevens zijn er regels dat standen die bij goed spel niet meer te winnen zijn, remise worden verklaard na een aantal zetten. Bij twee dammen tegen één dam geldt dat het na vijf zetten remise is. In de situatie van drie stukken waaronder minimaal één dam tegen één dam is het na wederzijds zestien zetten remise.

## Notatie

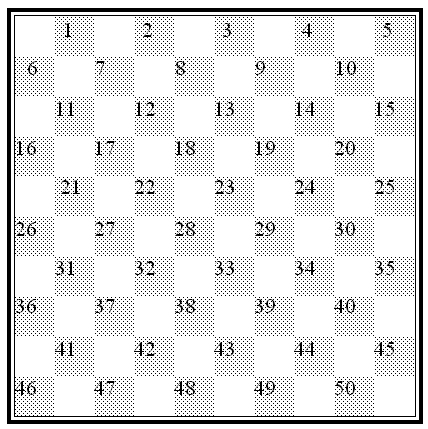
Nummering van de velden

Het dambord heeft genummerde velden. Hiermee is het mogelijk een partij of de stand van een partij in cijfers te noteren. Op de velden 1 t/m 20 staan in het begin de twintig zwarte schijven en de op de velden 31 t/m 50 staan de witte schijven. In een tekst of op het partijnotatieformulier wordt een zet weergegeven door het startveld te benoemen vervolgens een streepje en dan het eindveld van de zet. Een zet vanuit de beginstand door wit (want wit begint) is bijvoorbeeld 32-28. De zet kan dan gevolgd worden door de zwarte zet 19-23. Een slag wordt weergegeven door het beginveld van de slag en het eindveld van de slag met daartussen een x (kruisje).

### Lijnen
- De lijn van de velden 1 t/m 5 heet de basislijn voor de zwartspeler en de damlijn voor de witspeler.
- De lijn van de velden 46 t/m 50 heet dan de basislijn voor de witspeler en de damlijn voor de zwartspeler.
- De lijn van de velden 46 t/m 5 heet de lange lijn.
- De lijn van de velden 1 t/m 45 en de lijn van de velden 6 t/m 50 worden de tric-traclijnen genoemd.

## Tactiek en strategie
Doordat slaan verplicht is en meerslag voorgaat zijn er veel combinaties mogelijk in het damspel. Bij een combinatie geef je een of diverse schijven weg om er meer terug te slaan of om een dam te halen (waarvoor vaak schijven geofferd kunnen worden).
Enkele belangrijke combinaties bij het dammen zijn:
- Bomzet
- Coup Fabre
- Coup Manoury
- Coup Napoleon
- Coup Philippe
- Coup Raphael
- Coup Royal
- Coup Springer
- Coup Turc
- Haarlemmerzet
- Hielslag
- Kaatsingszetje
- Valluikslag
- Zetje van Bergen
- Zetje van Lochtenberg
- Zetje van Weiss

## Topdammers
De volgende Nederlandse dammers zijn wereldkampioen geworden:
- Herman Hoogland (1891–1955) – werd wereldkampioen in Rotterdam, 1912, onttroond in 1925 in Parijs.
- Ben Springer (1897–1960) – wereldkampioen geworden in 1928 te Amsterdam, onttroond in 1934 in een match in Amsterdam door Maurice Raichenbach.
- Piet Roozenburg (1924–2003) – viervoudig wereldkampioen van 1948 (Rotterdam) tot 1956.
- Ton Sijbrands (1949) – wereldkampioen in Hengelo in 1972, daarna met succes verdedigd in 1973 in Den Haag in een match tegen Andris Andreiko. In 1974 verdedigde hij zijn titel niet. Tevens zeer succesvol in blindsimultaan.
- Harm Wiersma (1953) – zesvoudig wereldkampioen: 1976 (Amsterdam), 1978 (match tegen Anatoli Gantvarg in Utrecht), 1981 (match tegen Anatoli Gantvarg in Rotterdam), 1983 (Amsterdam), 1983 (match tegen Jannes van der Wal), 1984 (match tegen Vadim Virny), verloor de titel later in 1984.
- Jannes van der Wal (1956–1996) – wereldkampioen in 1982 te São Paulo, raakte die titel het jaar daarop kwijt aan Harm Wiersma.
- Roel Boomstra (1993) – wereldkampioen in 2016 (match tegen Jan Groenendijk), strandde een jaar later in de voorrondes. Op 13 januari 2019 werd Roel opnieuw wereldkampioen door Aleksandr Schwarzman te verslaan in de barrage van het WK[3] dat in een aantal Noord-Nederlandse steden werd gespeeld.
- Jan Groenendijk (1998) – wereldkampioen in 2024 (match tegen Yuriy Anikeev) en 2025 (na een toernooi van 11 rondes).